# Памятник броненосцу «Русалка»
Памятник броненосцу «Русалка» (эст. Russalka mälestussammas) в парке Кадриорг (Таллин) — монумент в виде бронзового ангела, стоящего на гранитном постаменте с надписью: «Россіяне не забываютъ своихъ героевъ мучениковъ». Создан скульптором Амандусом Адамсоном. Посвящён 177 морякам Российского императорского флота, погибшим на броненосце «Русалка» 7 сентября 1893 года.

## История
В 1900 году в ревельских газетах было опубликовано воззвание Комитета по сбору пожертвований для сооружения памятника погибшим. Автором памятника стал известный скульптор Амандус Адамсон, архитектурный проект разработал Николай Тамм-младший. Все работы по изготовлению памятника обошлись в 67 159 рублей, из которых сумма 61 000 рублей поступила в виде пожертвований. После различных осложнений, в частности, таких, как приобретение участка земли у купца Пфаффа и др., предварительные работы по возведению памятника удалось начать в июле 1901 года.
Памятник был открыт и освящён 7 сентября 1902 года, в девятую годовщину гибели броненосца «Русалка», при большом стечении народа и официальных лиц. В журнале «Нива» приведено следующее описание церемонии:

«7 сентября в г. Ревеле происходило торжественное освящение памятника морякам, погибшим на „Русалке“. В описываемый день ещё с утра на берегу моря, на бульваре стал собираться народ. Море было особенно бурным и невольно напоминало своим грозным видом о той ненастной поре, когда погибла „Русалка“. Вокруг памятника был выстроен почётный караул из всех частей войск, находящихся в Ревеле. На правом фланге находилась прибывшая из Кронштадта депутация учебно-артиллерийского отряда и 16-го флотского экипажа, к которым принадлежал экипаж погибшего броненосца. В 12 часов дня к памятнику прибыли губернатор, адмирал Вульф, представители дворянства, города, всех учреждений и ведомств, учащиеся всех школ с учителями и родственниками погибших моряков. В половине первого, по прибытии министра Тыртова и адмирала Авелана, послышалась команда снять с памятника завесу. Наступил торжественный момент: завеса упала и перед взорами присутствующих моментально предстал красивый, лёгкий и стройный памятник морякам „Русалки“».

## Описание монумента
Монумент стоит на прибрежном бульваре в районе парка Кадриорг. Увенчан бронзовой фигурой ангела с распростёртыми крыльями, тянущегося к морю с позолоченным крестом в поднятой правой руке. Скульптура установлена на высоком массивном пьедестале из серого и розового гранита, символизирующего собой нос корабля, прорывающегося сквозь морские волны. По бокам пьедестала расположен бронзовый барельеф с изображением погибающего в бушующем море броненосца и золотыми буквами высечены имена 12-ти офицеров, погибших на «Русалке». На площадку пьедестала ведёт высокая каменная лестница. Общая высота монумента — 16 метров. Территория вокруг памятника окружена каменными столбиками, соединёнными цепями. На столбиках закреплены металлические таблички с именами 165 погибших нижних чинов экипажа «Русалки». Архитектурно памятник завершает собою аллею, ведущую к морю от Кадриоргского дворца.

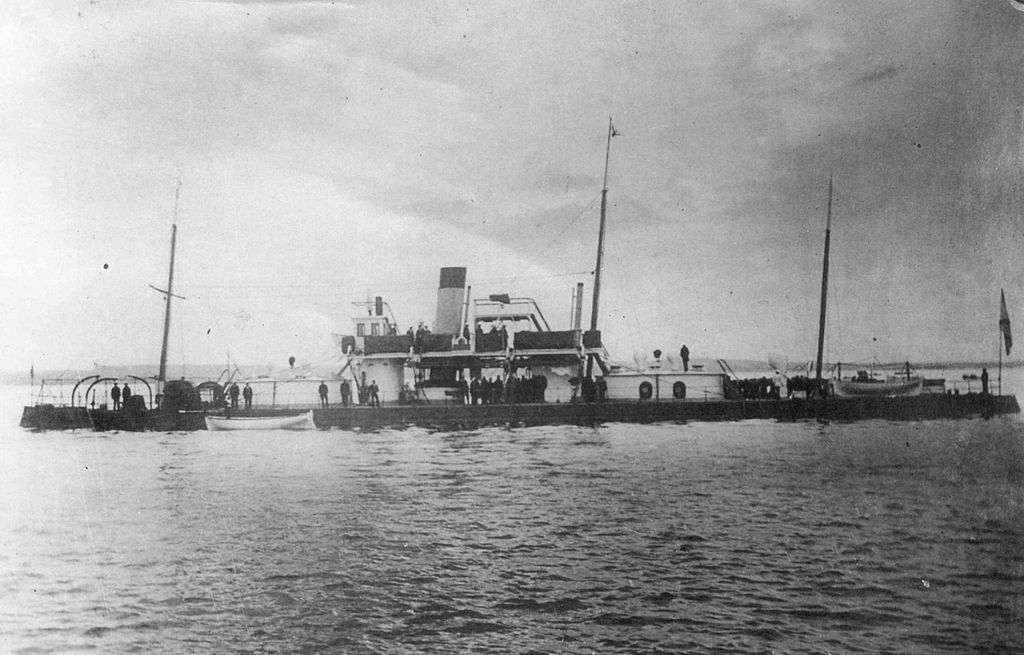
Броненосец «Русалка» на Большом Кронштадтском рейде, 1865—1893 годы

Прототипом для скульптуры ангела послужила горничная скульптора, 17-летняя уроженка Палдиски Юлиана Роотси (бабушка со стороны отца эстонского политика и экономиста Тийта Маде).
Все бронзовые детали монумента были изготовлены в мастерской Адольфа Моранда в Санкт-Петербурге, фонари — на ревельской  фабрике Ф. Виганда, гранит привезён из Финляндии.
C 1925 года монумент охраняется как объект культурного наследия, с 1964 года является памятником искусства республиканского значения, в 1995 году внесён в Государственный регистр памятников культуры Эстонии. При инспектировании 27 июля 2016 года состояние монумента признано удовлетворительным.
Со временем «Русалка» стала неотъемлемой частью Таллина и его достопримечательностью. Одной из важных причин популярности «Русалки» является общая понятность её идеологии, длящейся через века, благодаря чему она стала близка многим поколениям людей. Во время Второй мировой войны фашисты разрушили барельеф, в 1945 году его восстановил эстонский скульптор Пауль Хорма.
В 2005 году были восстановлены исторические фонари и добавлено три прожектора, общая стоимость работ составила 3,4 миллиона крон. В том же году Эстонская почта (Eesti Post) выпустила серию почтовых марок, посвящённых 150-й годовщине со дня рождения скульптора Амандуса Адамсона, с изображением монумента «Русалка».

## Галерея

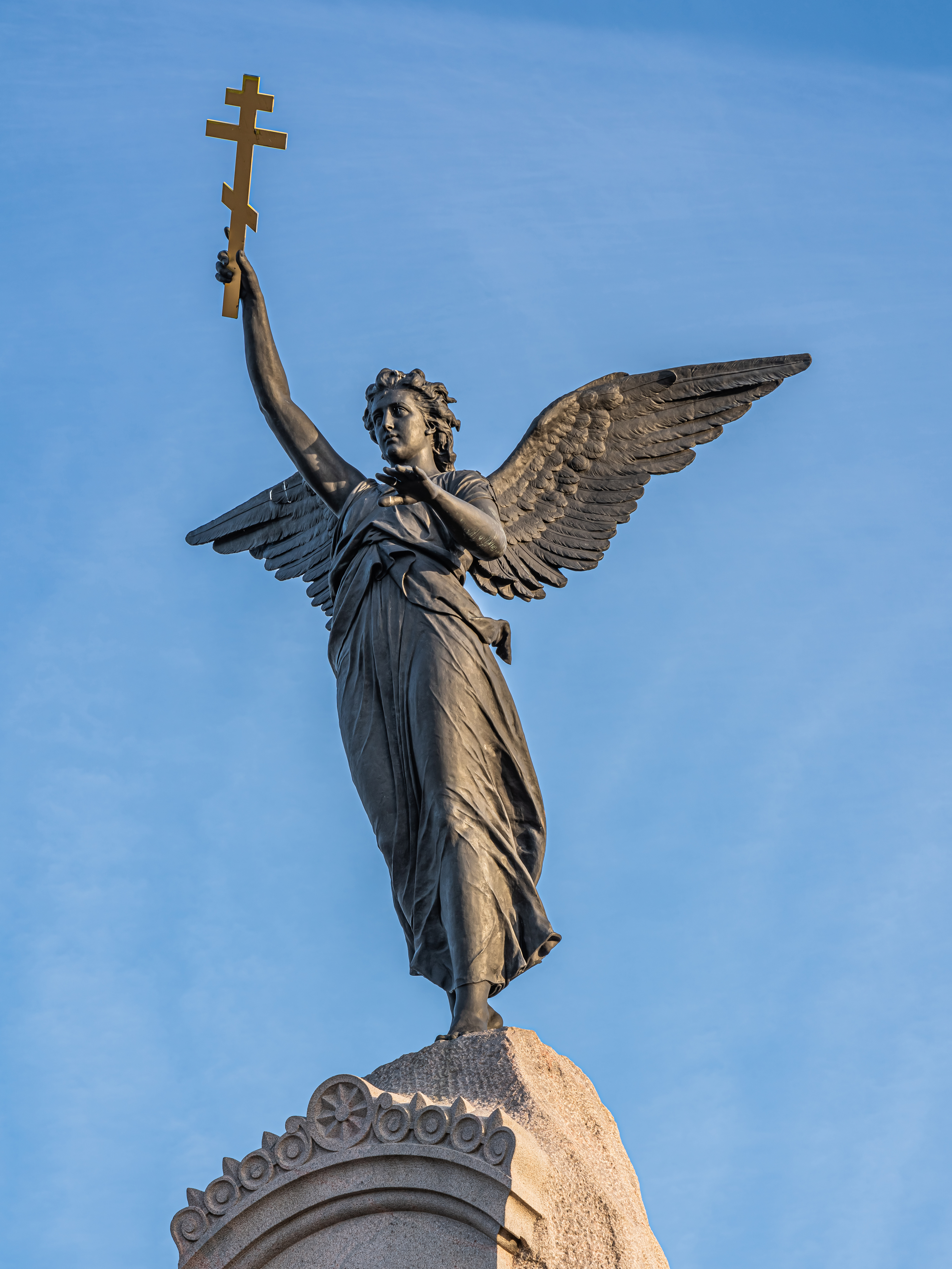
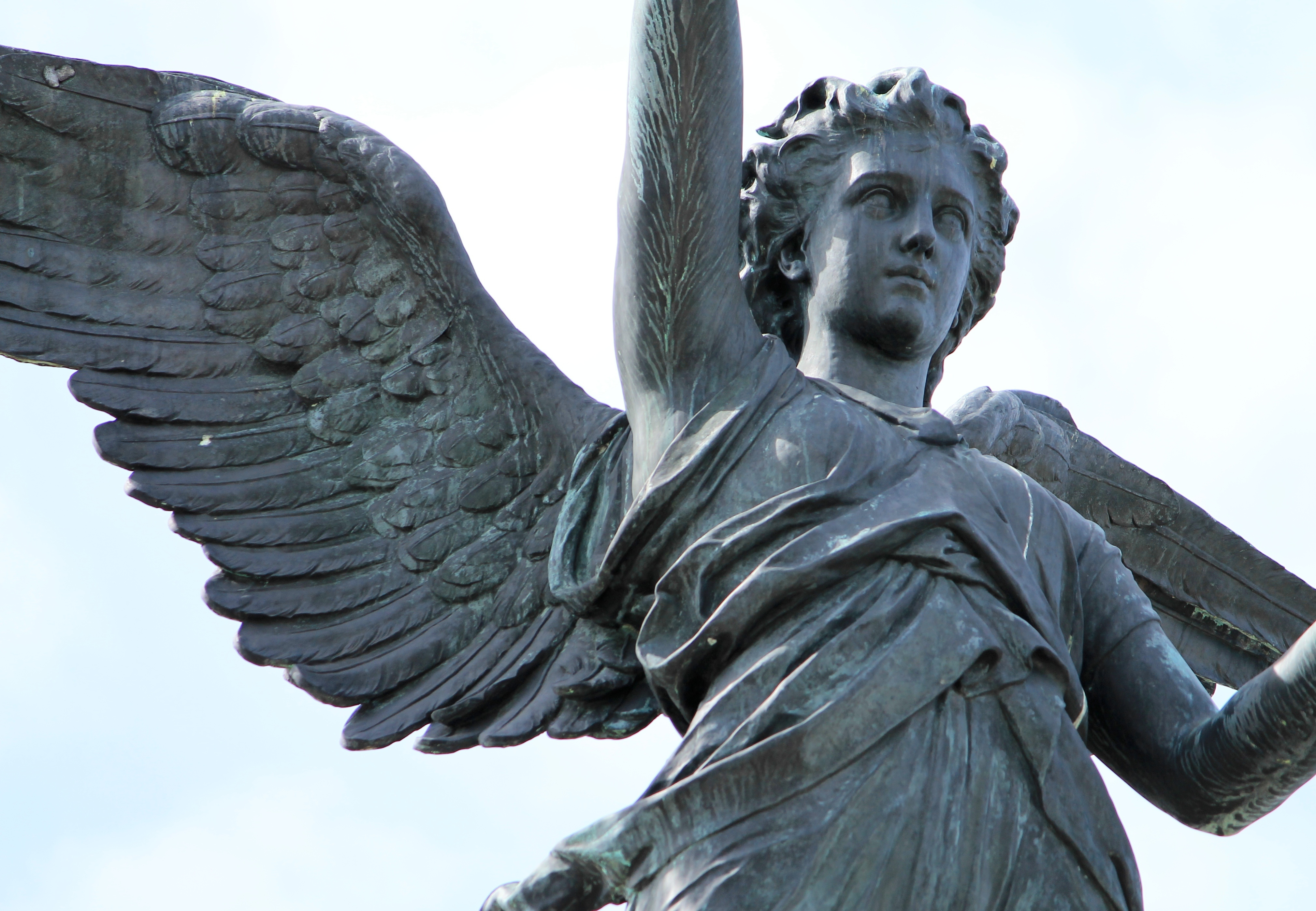
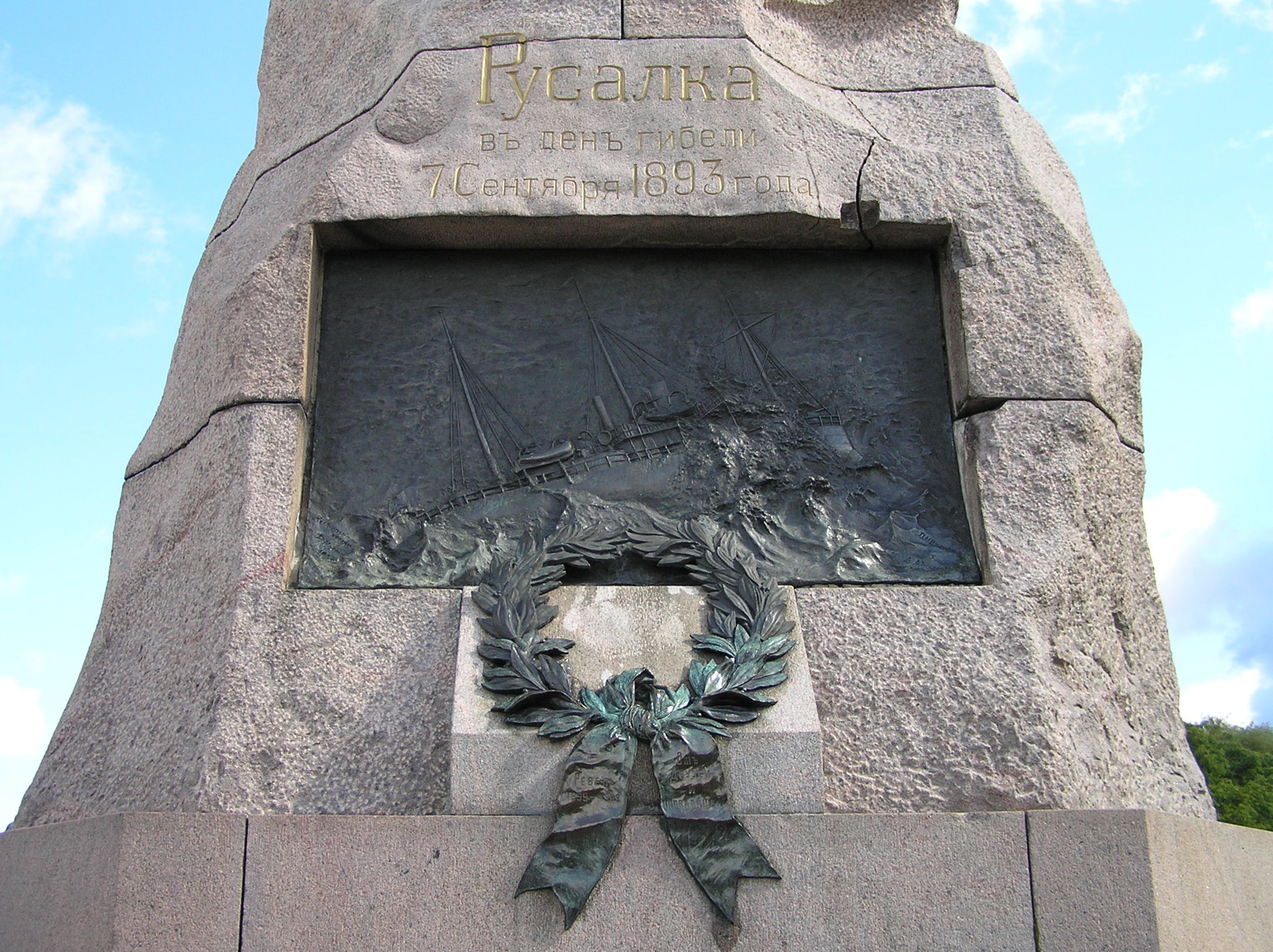
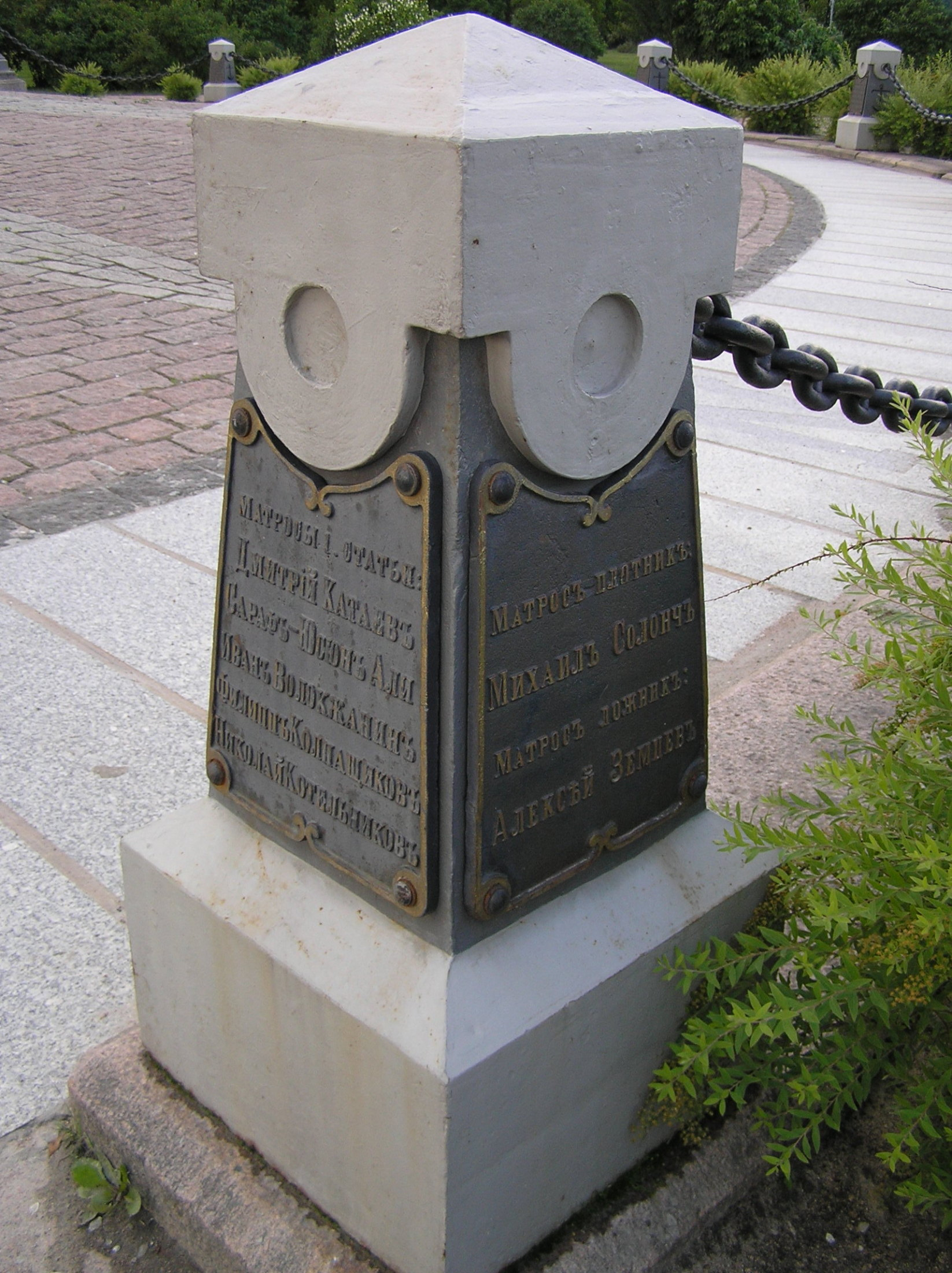
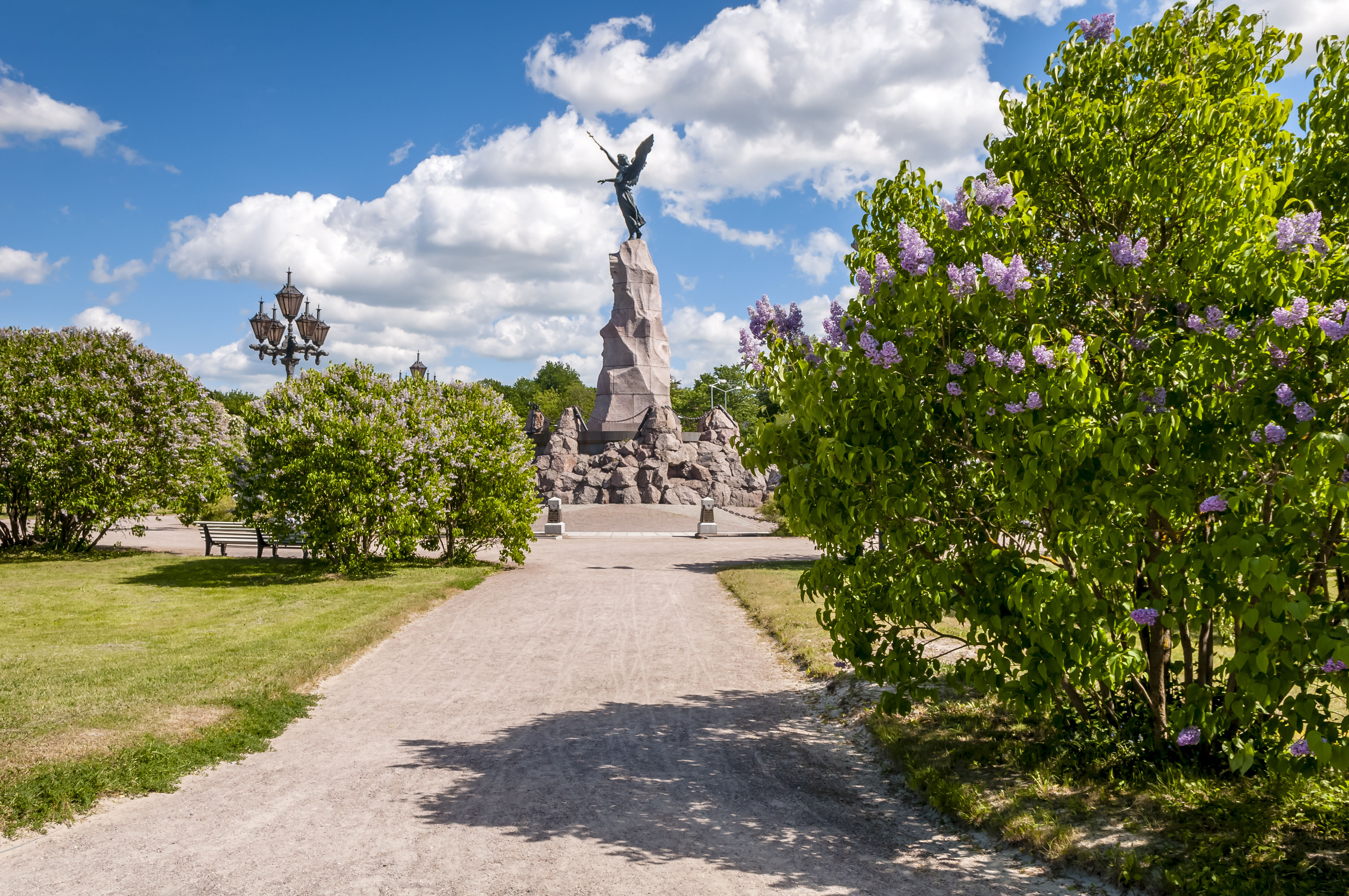
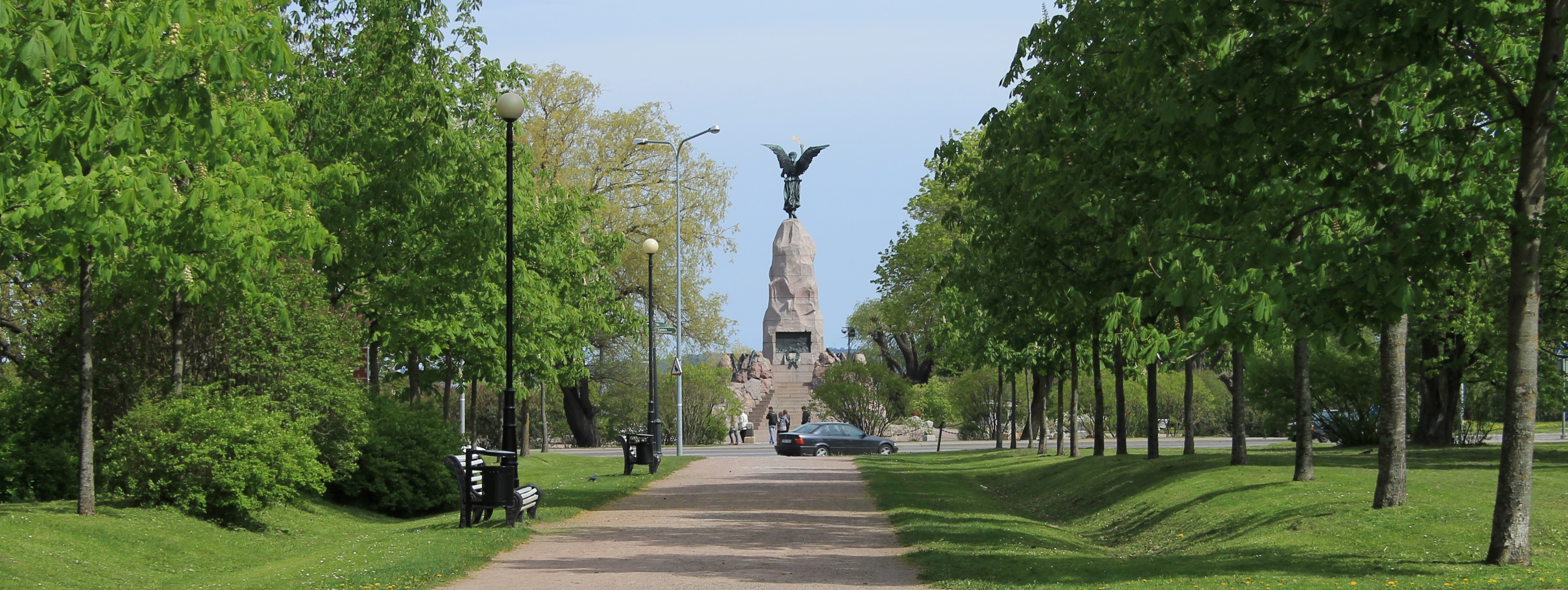
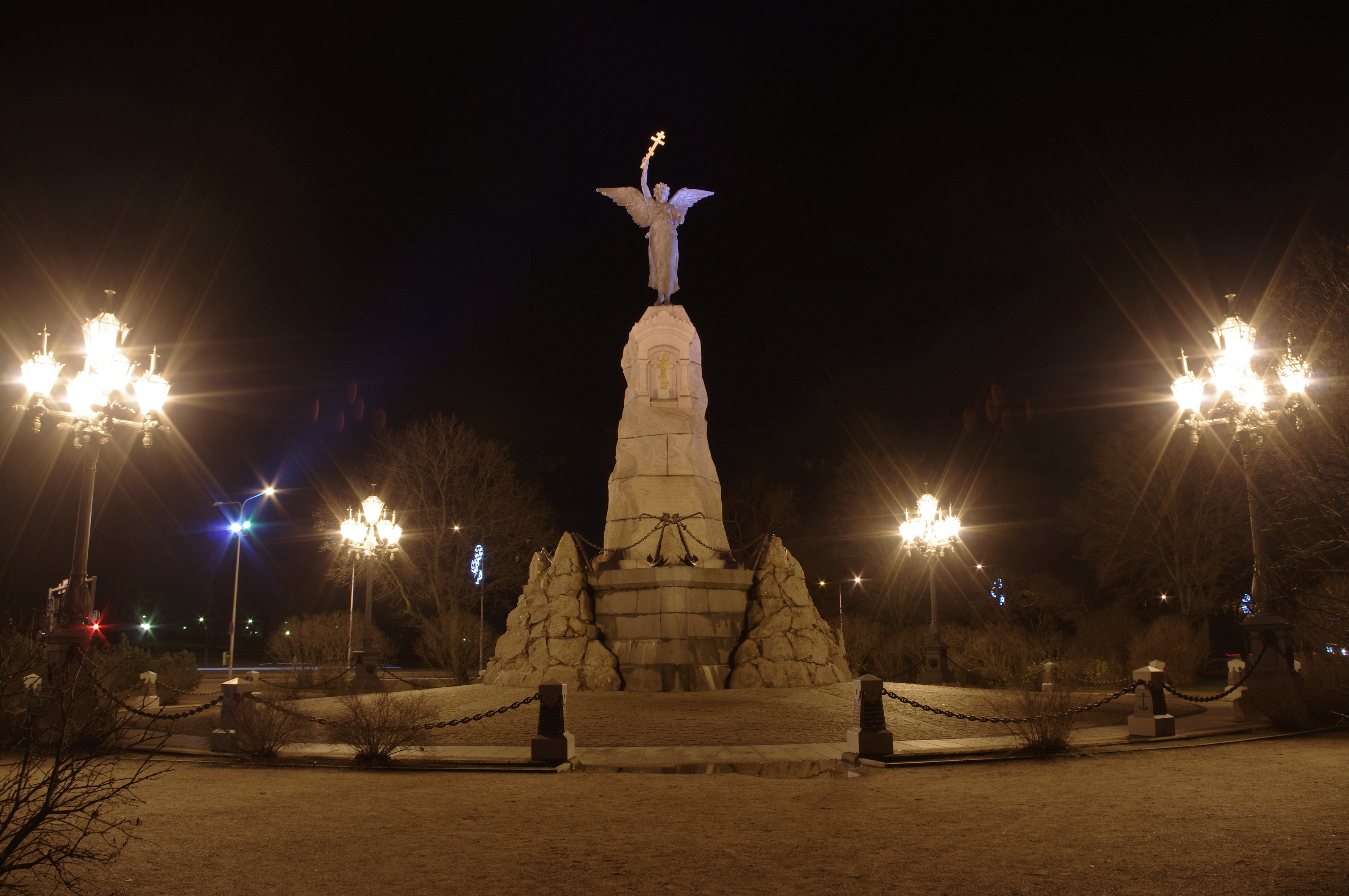
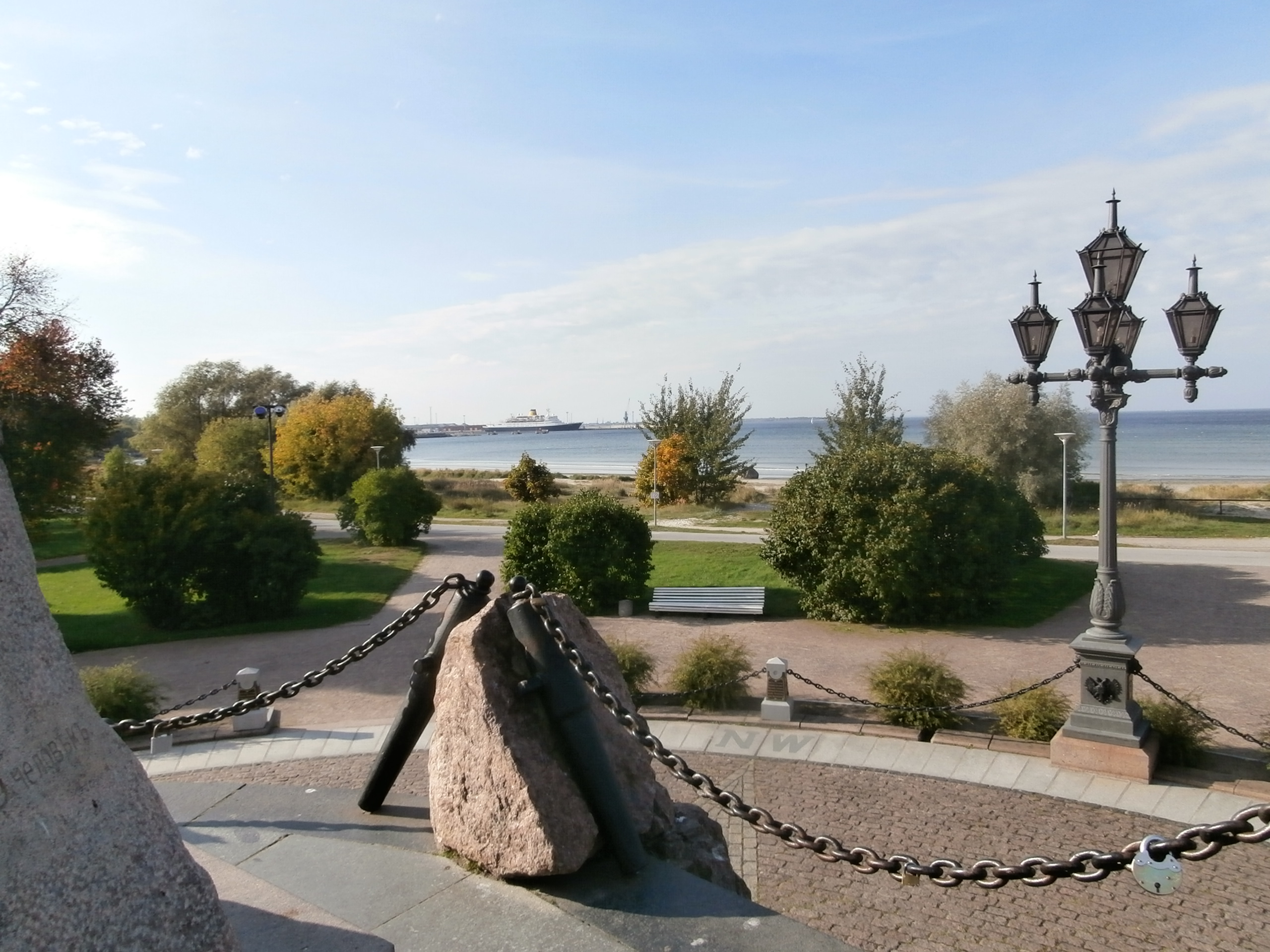